# Buchnera scabridula
Buchnera scabridula là loài thực vật có hoa thuộc họ Cỏ chổi. Loài này được E.A.Bruce mô tả khoa học đầu tiên năm 1937.